# 新场镇 (宁陕县)
新场镇，是中华人民共和国陕西省安康市宁陕县下辖的一个乡镇级行政单位。

## 行政区划
新场镇下辖以下地区：
新场村、花石村、建设村和同心村。